# Harry Kosarin
Harry Kosarin est un batteur, pianiste et compositeur euro-américain actif en Argentine et au Brésil la première moitié du XXe siècle. Il se fait notamment connaître à travers ses groupes Harry Kosarin Jazz Band et Harry Kosarin e seus Almirantes.
Kosarin est considéré comme celui qui a introduit la batterie au Brésil au début du XXe siècle. Il fait partie des immigrants européens qui ont eu un impact important dans l'établissement de la samba urbaine en y apportant des éléments d'Europe.

## Biographie
À partir de 1914, les investissements américains au Brésil augmentent progressivement et de solides relations commerciales sont établies. Les États-Unis et l'Europe diffusent leur culture à travers la production de films et de musique, avec les cake-walks, foxtrots et charlestons notamment ; les soirées des classes les plus aisées y sont particulièrement exposées.
Harry Kosarin arrive au Brésil en 1917 avec le groupe American Ragtime Revue. Il se distingue dès son arrivée pour ses qualités d'instrumentistes, la presse n'hésitant pas à dire qu'il joue entre 40 et 53 instruments. La presse est étonnée par son engouement sur scène : « il est heureux, exalté, il saute, il lance ses « rugissements de lion », ses « gémissements d'enfant », ses « gazouillis d'oiseau », ses « tamtams chinois », ses « boîtes de conserve avec cailloux » », avec une joie communicative, tandis que les propriétés d'improvisation du jazz ont elles aussi un impact sur l'audience. Le succès de son groupe lui permet de prolonger sa saison au sein du théâtre Phenix de Rio de Janeiro.
Il participe à divers mouvements, jam sessions et rencontres culturelles qui se tiennent dans des maisons privées, à des échanges de disques et à des programmes de jazz diffusés à la radio.
Selon Tinhorão, Harry Kosarin fait découvrir la batterie aux habitants de Rio de Janeiro et São Paulo grâce à son groupe Harry Kosarin Jazz Band, qu'il a cofondé avec Simon Bountman, au milieu de l'année 1919,. Mais un article de décembre 1917 paru dans Fon-Fon décrit ce qui semble être Kosarin en concert :

« Un musicien [américain] tonitruant qui, en plus de jouer du tambour sur onze instruments différents, souffle dans des pailles stridentes et se trémousse tout au long du spectacle, souffle dans des pailles stridentes et se trémousse tout au long du spectacle, dans une sorte de gigue confinée à la place qu'il occupe parmi ses collègues. »

En 1920, il étonne toujours par sa polyvalence, étant qualifié par un journaliste d'« homme endiablé aux sept instruments ». Son groupe joue du jazz mais également des foxtrots et des one-steps.
Il se produit ensuite avec son groupe Harry Koasarin et seus Almirantes, avec lequel il accompagne l'enregistrement de disques d'autres artistes, notamment Pixinguinha (Assim, sim), apportant une touche cosmopolite aux productions de ce dernier,.
Entre 1931 et 1940, la samba est le genre de chanson populaire le plus enregistré au Brésil, avec près d'un tiers du répertoire total ; les sambas et les marches représentent ensemble un peu plus de la moitié du répertoire enregistré pendant cette période. Grâce à la nouvelle technologie d'enregistrement électromagnétique, il est possible de capturer les instruments de percussion présents dans les écoles de samba. La samba Na Pavuna d'Almirante, interprétée par le Bando de Tangarás, est la première à être enregistrée en studio avec les percussions qui caractériseront désormais le genre : tamborim, surdo, pandeiro, ganzá, cuíca, entre autres. Malgré la présence de ces instruments de percussion, les enregistrements de samba en studio sont marqués par la prédominance d'arrangements orchestraux avec des cuivres et des cordes. Tandis que la question de l'authenticité de leur production est sujette à caution et décriée de par leurs origines, ce schéma orchestral est surtout imprimé par des arrangeurs d'origine européenne, dont Simon Bountman, Romeu Ghipsman, Ignácio Kolman, Lúcio Chameck, Harry Kosarin et Arnold Gluckman, des chefs d'orchestre dont la formation érudite a fini par conférer un son symphonique européen à la contre-mélodie et au rythme de tambour de la samba estacienne,,,. Un gain esthétique indéniable a été apporté par eux, les circonstances techniques exigeant des solutions créatives de la part des arrangeurs et des interprètes. Les interventions de ces « déformateurs de samba » ont pourtant eu un accueil mitigé par leurs contemporains, étant accusés d'« empêcher l'émergence de ce qu'est le Brésil »,.